# Schwarze Wegameise
Die Schwarze Wegameise (Lasius niger), auch Mattschwarze Wegameise, Schwarze Gartenameise oder Schwarzgraue Wegameise genannt, gehört in der Unterfamilie der Schuppenameisen (Formicinae) zur Gattung der Wegameisen (Lasius).

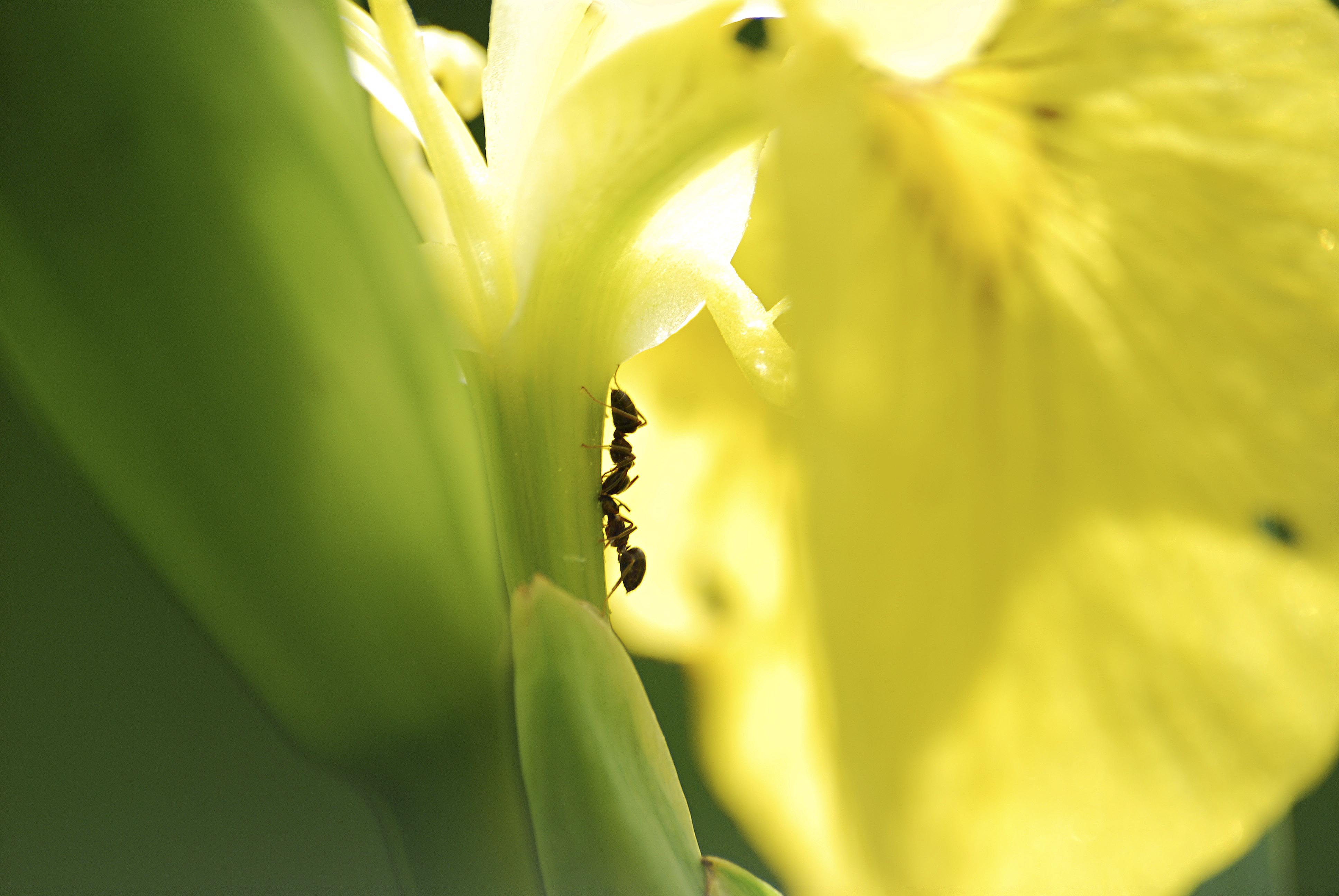
Zwei Schwarze Wegameisen (Lasius niger) bei gegenseitiger Fütterung (Trophallaxis)

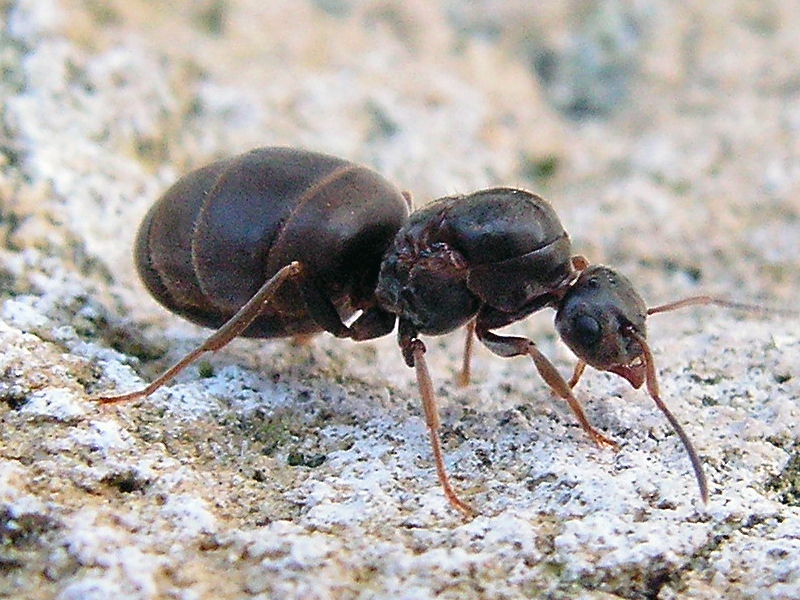
Begattete Jungkönigin

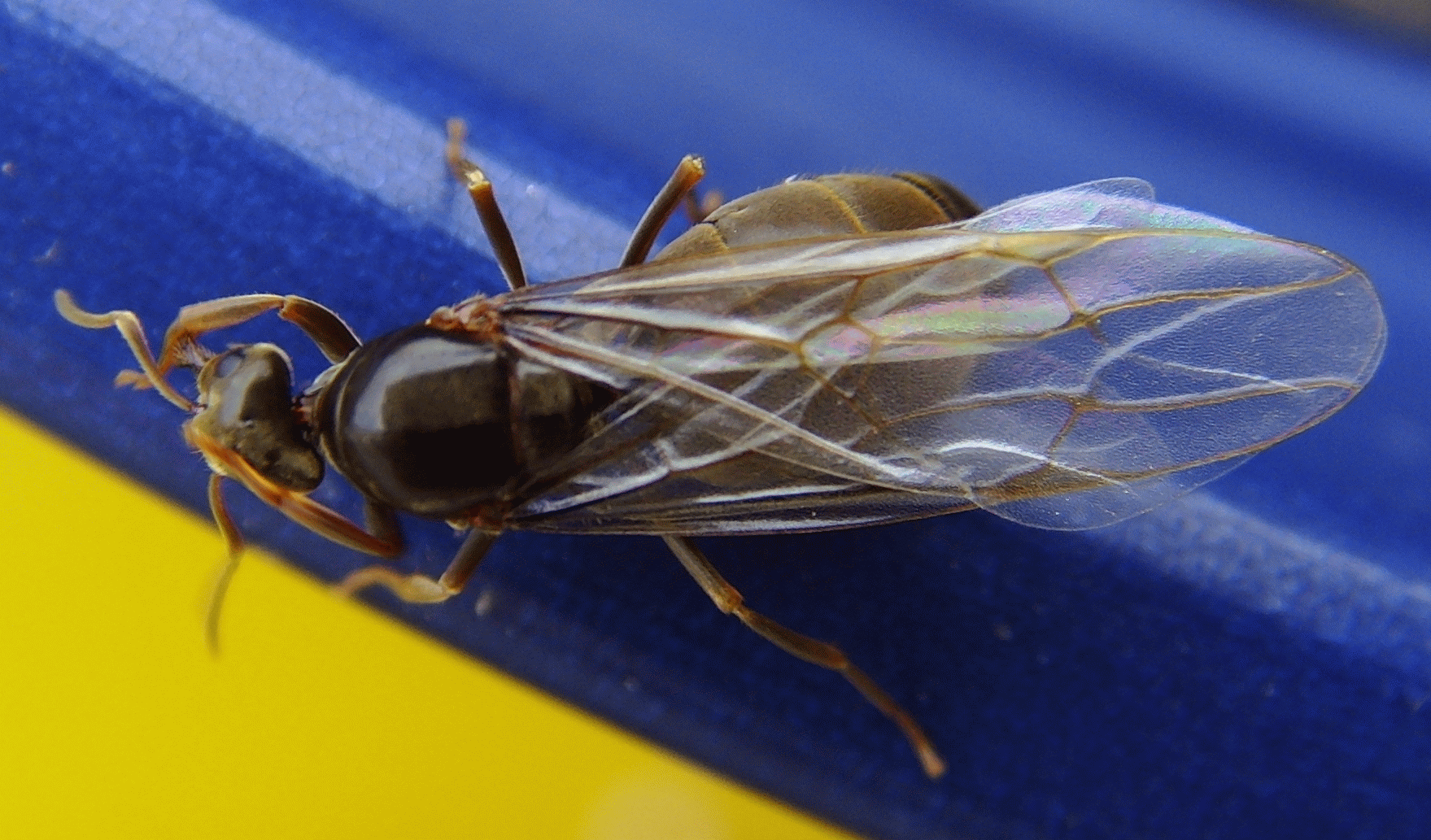
Jungkönigin reinigt sich

## Merkmale
Die Arbeiterinnen sind 3 bis 5 Millimeter lang. Die Farbe variiert zwischen dunkelbraun und schwarz, die dichte Körperbehaarung ist silbrig, darunter finden sich auch einige längere Haare. Tatsächlich fehlt die längere Körperbehaarung bei der Fremden Wegameise (Lasius alienus), von der sie kaum zu unterscheiden ist. Die Geschlechtstiere schwärmen zwischen Juni und September. Die Königinnen sind 8 bis 9 Millimeter lang, die Männchen sind 3,5 bis 4,5 Millimeter lang. Aktiv ist die Schwarze Wegameise zwischen März und Oktober.

## Verbreitung und Lebensraum
Das Verbreitungsgebiet erstreckt sich über Europa, Asien, Afrika und Nordamerika. Sie ist die häufigste Ameise in Mitteleuropa.
Man findet sie in nicht zu trockenen Habitaten, an Waldrändern ebenso wie in offenen Landschaften.

## Lebensweise
Als sehr anpassungsfähiges Tier lebt sie auch in Gärten und Städten, wo sie sich unter Steinen, Baumrinde, im Rasen und in Mauerspalten verbirgt und auch in Häuser eindringt.

### Ernährung
Nahrung sind zuckerhaltige (hauptsächlich Honigtau) und proteinhaltige Substanzen (hauptsächlich Insekten).

### Symbiose
Schwarze Wegameisen sind aphidophil, d. h., sie leben gern in Symbiose mit myrmekophilen Blatt-, Schild- und Wurzelläusen zusammen. Die Art der Symbiose ist eine Trophobiose, da die Ameisen Schutz gegen Nahrung gewähren. Sie beschützen diese vor Fressfeinden, überbauen bodennahe Zweige öfter mit einer aus Erdkrumen oder Sand hergestellten Schutzverkleidung und züchten Wurzelläuse im eigenen Nest. Um den Weg zu verkürzen, werden die Läuse auch auf Pflanzen in Nestnähe gebracht. Trophobiose kann auch mit der Gallwespe Andricus symbioticus bestehen.

### Nestbau
Die Tiere errichten ihre wenige Zentimeter hohen Nesthügel nur aus Erde und um Pflanzen (beispielsweise Grashalme) herum. Dadurch wird der nicht sehr stabile Bau etwas haltbarer, da die Pflanzen als Stützen für das Bauwerk dienen.

## Fortpflanzung
Die Geschlechtstiere schwärmen an warmen Hochsommertagen aus. Die Begattung findet im Fluge statt. Die Männchen sterben bald darauf, die Jungkönigin wirft die Flügel ab und gründet ein Nest. Sie verschließt sich in einer unterirdischen Kammer (claustrale Koloniegründung). Hier legt sie die Eier und zieht die ersten Arbeiterinnen auf. Bis zu 25 % der Koloniegründungen erfolgen durch mehrere Königinnen (Pleometrose). Alle Königinnen bis auf eine werden in der Regel kurz nach der Gründungsphase durch die Arbeiterinnen oder die dominante Königin eliminiert und die Kolonie geht in eine Monogynie über. In der Saison legt die Königin 100 Eier pro Tag.

## Sonstiges
- Entwicklungsgeschichtlich dürfte die Art schon seit rund 50 Millionen Jahren nahezu unverändert existieren. Die im eozänen Baltischen Bernstein als eine der häufigsten Ameisen zu Tausenden gefundene Lasius schiefferdeckeri ist morphologisch der rezenten Lasius niger so ähnlich, dass manche Autoren sie als artidentisch ansehen.[4]
- L. niger ist eine für die Ameisenhaltung beliebte Art, da sie robust, aggressiv und interessant ist. Als „Lebensraum“ dient dabei ein Formicarium. Die Temperatur muss der im Freien herrschenden angepasst sein, im Winter ist eine Winterruhe notwendig, die bei etwa 6 °C bis 8 °C eintritt.